# Neomyrtus
Neomyrtus es un género monotípico de plantas con flores de la familia Myrtaceae. Su única especie, Neomyrtus pedunculata (Hook.f.) Allan, Fl. N. Zeal. 1: 330 (1961), es originaria de Nueva Zelanda.

## Sinonimia
- Myrtus pedunculata Hook.f., Hooker's Icon. Pl. 7: t. 629 (1844).
- Eugenia vitis-idaea Raoul, Ann. Sci. Nat., Bot., III, 2: 122 (1844).
- Myrtus vitis-idaea (Raoul) Druce, Rep. Bot. Exch. Club Brit. Isles 1916: 637 (1917).
- Neomyrtus vitis-idaea (Raoul) Burret, Notizbl. Bot. Gart. Berlin-Dahlem 15: 494 (1941).